# Ponteix
Ponteix is een plaats (town) in de Canadese provincie Saskatchewan en telt 550 inwoners (2001).